# Allocosa hugonis
Allocosa hugonis este o specie de păianjeni din genul Allocosa, familia Lycosidae. A fost descrisă pentru prima dată de Strand, 1911. Conform Catalogue of Life specia Allocosa hugonis nu are subspecii cunoscute.